# Сестри Аджови
Вяра и Надежда Аджови са български народни певици, близначки, популярни като дует „Сестри Аджови“. Изпълняват и много стари градски песни.

## Биография
Родени са в Самоков на 6 септември 1947 година. Още на 16-годишна възраст стават популярни и извън родния си град с изпълнението на песните „Айде, легнала е Лиляна“ и „Море, много ми я хвалят“, които стават хитове в програмата на Радио „София“. През 1963 г. печелят наградата за дует на България с песента „Мари, Румено“. През 60-те и 70-те години на миналия век близначките са отдадени на народните песни от Македонската фолклорна област. В началото на 1980-те години започват изявите им и като изпълнителки на стари градски песни, а това ги превръща в едни от най-обичаните изпълнители на този жанр, както и на автентичен български фолклор. Изнесли са стотици концерти в страната, имат и многобройни гостувания в чужбина – Австрия, Италия, Франция, Либия, Русия. Неизменни участнички в телевизионното предаване „На гости на бяло сладко“. Най-известните стари градски песни от репертоара им са „Трендафилът мирише“ и „Канят ме, мамо, на тежка сватба“.
Надежда Аджова умира на 3 юли 2018 г. след боледуване.

## Дискография
| Година | Албум                                                                | Вид  | Издател          | Каталожен номер |
| ------ | -------------------------------------------------------------------- | ---- | ---------------- | --------------- |
| 1968   | „Море много ми я хвалят“/ „Айде легнала е Лиляна“                    | SP   | Балкантон        | ВНК 2644        |
| 1977   | „Сестри Аджови“                                                      | LP   | Балкатнон        | ВНА 2179        |
| 1993   | „Стари песни за млади сърца“                                         | MC   | Балкантон        | ВНМС 7652       |
| 1995   | „Сестри Аджови '95. Судбо моя“                                       | MC   | Stars records    |                 |
| 199?   | „Канят ме мамо на тежка сватба“                                      | MC   | Унисон старс     |                 |
| 2007   | „Юбилейно издание в 2 CD“ („Най-доброто“/ „Самоков. Раят на земята“) | 2 CD | Stars records    |                 |
| 2016   | „Златните шлагери“                                                   | CD   | BG Music Company |                 |